# Ґолеєво (Великопольське воєводство)
Ґолеєво (пол. Golejewo) — село в Польщі, у гміні Пакослав Равицького повіту Великопольського воєводства.
Населення — 160 осіб (2011).
У 1975-1998 роках село належало до Лешненського воєводства.

## Демографія
Демографічна структура станом на 31 березня 2011 року:
|          | Загалом | Допрацездатний вік | Працездатний вік | Постпрацездатний вік |
| -------- | ------- | ------------------ | ---------------- | -------------------- |
| Чоловіки | 88      | 30                 | 51               | 7                    |
| Жінки    | 72      | 11                 | 44               | 17                   |
| Разом    | 160     | 41                 | 95               | 24                   |